# Milionia snelleni
Milionia snelleni är en fjärilsart som beskrevs av Butler 1883. Milionia snelleni ingår i släktet Milionia och familjen mätare. Inga underarter finns listade i Catalogue of Life.